# Чечоткін Олексій Васильович
Чечоткін Олексій Васильович (нар.4 березня 1930 — 25 травня 2002) — професор, доктор біологічних наук, заслужений працівник освіти України, відмінник вищої освіти, завідувач кафедри хімії і біохімії сільськогосподарських тварин Харківського зооветеринарного інституту.

## Біографія
Олексій Васильович народився 4 березня 1930 року у селі Кукуївка Валуйського району Бєлгородської області.
З 1937 по 1941 роки навчався в Кукуївській початковій школі.
Протягом 1943-1946 років навчався в Должанській семирічній школі Бєлгородської області.
Протягом 1946-1949 років навчався в зооветеринарному технікумі ім. Г. В. Плеханова Грязинського району Липецької області.
З 1949 по 1950 роки виконував обов'язки лікаря-епізоотолога Райсільгоспвідділу при Уразівському райвиконкомі Курської області.
Протягом 1950-1955 років студент Харківського ветеринарного інституту.
З 1955 по 1958 роки аспірант при кафедрі органічної та біологічної хімії Харківського ветеринарного інституту.
Протягом 1958-1963 років був асистентом кафедри органічної та біологічної хімії Харківського ветеринарного інституту (потім Харківський зооветеринарний інститут).
У 1959 році захистив дисертацію на тему «Особенности функциональной активности печени у кур с разным направлением продуктивности»; присуджено науковий ступінь кандидата біологічних наук за спеціальністю «Біохімія».
З 1963 по 1971 роки був доцентом кафедри хімії та біологічної хімії Харківського зооветеринарного інституту.
У 1960 році Олексію Васильовичу було присвоєно вчене звання доцента.
У 1968 році захистив дисертацію на тему «Обмін білка та нуклеїнових кислот у тканинах курей зележно від віку, фізіологічного стану організму, гетерозису та умов середовища».
У 1970 році було присуджено науковий ступінь доктора біологічних наук з курсу органічної і біологічної хімії.
Протягом 1971-1977, 1977-2002 років був завідувачем кафедри органічної і неорганічної хімії, хімії і біохімії сільськогосподарських тварин.
У 1972 році присвоєно вчене звання професора по кафедрі хімія і біохімія.
20 вересня 2001 року указом Президента України присвоєно почесне звання «Заслужений працівник освіти України».
23 травня 2002 року пішов із життя, похований у Малій Данилівці.

## Відзнаки та нагороди
- медаль «За доблесну працю» (1970);
- медаль «Ветеран праці» (1988);
- почесні грамоти Президії Верховної Ради УРСР (1989, 1991);
- Заслужений працівник освіти України (2001);
- грамота та подяки Харківського зооветеринарного інституту.

## Праці
Олексій Васильович автор 120 наукових та навчально-методичних публікацій.